# Liste der Komponisten/T

## Ta
- Dobrinka Tabakova (* 1980)
- Pierre Tabart (1645–1716)
- Guido Taccinardi (1840–1917)
- Paul Taffanel (1844–1908)
- Christian Gotthilf Tag (1735–1811)
- Thomas Täglichsbeck (1799–1867)
- Germaine Tailleferre (1892–1983)
- Yoshihisa Taïra (1937–2005)
- Jenő Takács (1902–2005)
- Toru Takemitsu (1930–1996)
- Otar Taktakischwili (1924–1989)
- Josef Tal (1910–2008)
- Robert Talbot (1893–1954)
- Vardkes Talian (1896–1947)
- Thomas Tallis (um 1505 – 1585)
- János Tamás (1936–1995)
- Eino Tamberg (1930–2010)
- Tan Dun (* 1957)
- Alexander Tanejew (1850–1918)
- Sergei Tanejew (1856–1915)
- Giuseppe Maria Tanfani (1689–1771)
- Charles Tanguy (um 1845 – nach 1909)
- Alexandre Tansman (1897–1986)
- Jean-François Tapray (1738–1819)
- Théodore-Jean Tarade (1731–1788)
- Cornel Țăranu (1934–2023)
- Orazio Tarditi (1602–1677)
- Paolo Tarditi (um 1580 – 1661)
- Béla Tardos (1910–1966)
- Svend Erik Tarp (1908–1994)
- Francisco Tárrega (1852–1909)
- Giuseppe Tartini (1692–1770)
- Ernst Eduard Taubert (1838–1934)
- Karl Gottfried Wilhelm Taubert (1811–1891)
- Karl Heinz Taubert (1912–1990)
- Adam Taubitz (* 1967)
- John Tavener (1944–2013)
- John Taverner (um 1490 – 1545)

## Tc
- Ivan Tcherepnin (1943–1998)
- Serge Tcherepnin (* 1941)

## Te
- Franz Matthias Techelmann (1649–1714)
- Ignaz Tedesco (1817–1882)
- Andy Teirstein (* 1957)
- Eduardo Estéban Tejeda (* 1923)
- António Teixeira (1707–1769)
- Joseph Teixidor y Barcelo (1752–1811)
- Georg Michael Telemann (1748–1831)
- Georg Philipp Telemann (1681–1767)
- Thomas Dyke Acland Tellefsen (1823–1874)
- Antonio Francesco Tenaglia (1620–1661)
- Guillaume-Albert Teniers (1748–1820)
- Alfonso Tenreiro (* 1965)
- Grigori Nikolajewitsch Teplow (1717–1779)
- Domènech Terradellas (1711–1751)
- Anuschawan Ter-Gewondjan (1887–1961)
- Paul Termos (1952–2003)
- Giuseppe Terrabugio (1842–1933)
- Awet Terterjan (1929–1994)
- Estienne du Tertre (nachweisbar 16. Jahrhundert)
- Ricardo Teruel (* 1956)
- Dimitri Terzakis (* 1938)
- Giovanni Antonio Terzi (um 1570–nach 1600)
- Alicia Terzian (* 1934)
- Eugenio Terziani (1824–1889)
- Pietro Terziani (1763–1831)
- Gustav Wilhelm Teschner (1800–1883)
- Tonino Tesei (* 1961)
- Carlo Tessarini (1690–1765)

## Th
- Sigismund Thalberg (1812–1871)
- Whitney Eugene Thayer (1838–1889)
- Daniel Theaker (* 1967)
- Johann Theile (1646–1724)
- Christoph Theinert (* 1959)
- Mikis Theodorakis (1925–2021)
- Ferdinand Heinrich Thieriot (1838–1919)
- Hans-Jürgen Thiers (1929–2019)
- Johannes Paul Thilman (1906–1973)
- Xaver Paul Thoma (* 1953)
- Ambroise Thomas (1811–1896)
- John Thomas (1826–1913)
- John Rogers Thomas (1830–1896)
- Kurt Thomas (1904–1973)
- Stefan Thomas (* 1968)
- Randall Thompson (1899–1984)
- Virgil Thomson (1896–1989)
- Pierre Thorette (um 1620–1682)
- Henry Thornowitz (18. Jahrhundert)
- John Thrower (* 1951)
- Franz Thürauer (* 1953)
- Ludwig Thuille (1861–1907)

## Ti
- Giovanni Battista Tibaldi (um 1680 bis nach 1736)
- Giuliano Tiburtino (um 1510–1569)
- Jean Tichon († 1666)
- Gottfried Tielke (1668–nach 1700)
- Heinz Tiessen (1887–1971)
- Armen Tigranjan (1879–1950)
- Henry Christian Timm (1811–1892)
- Johannes Carl Timmer (1697–1785)
- Joseph Ferdinand Timmer (1708–1771)
- Leopold Thomas Timmer (1701–1757)
- Edgar Tinel (1854–1912)
- Jef Tinel (1885–1972)
- Agostino Tinazzoli (1660–1723)
- Sebestyén Tinódi (1505–1556)
- Michael Tippett (1905–1998)
- Sabri Tuluğ Tırpan (* 1970)
- Johann Nikolaus Tischer (1707–1774)
- Boris Tischtschenko (1939–2010)
- William Tisdale (Tisdall) (* um 1570)
- Antoine Tisné (1932–1998)
- Jean Titelouze (1563–1633)
- Alexei Nikolajewitsch Titow (1769–1827)
- Wassili Polikarpowitsch Titow (um 1650–1710)
- Anton Ferdinand Titz (1742–1810)

## Tj
- Loris Tjeknavorian (* 1937)

## To
- Alejandro Tobar (1907–1975)
- Henri Joseph Tobi (1741–1809)
- Rudolf Tobias (1873–1918)
- Ernst Toch (1887–1964)
- Eduard Adolf Tod (1839–1872)
- Alessandro Toeschi (1700–1758)
- Karl Joseph Toeschi (1731–1788)
- Mirsodiq Tojiyev (1944–1996)
- Eduard Toldrà (1895–1962)
- Václav Jan Křtitel Tomášek (1774–1850)
- Biagio Tomasi (um 1585–1640)
- Henri Tomasi (1901–1971)
- Luigi Tomasini (1741–1808)
- Thomas Tomkins (1572–1656)
- William Topham (um 1669 bis um 1709)
- Gabriele Tortoriti (um 1700)
- Gasparo Torelli (im 16. Jahrhundert, bis nach 1613)
- Giuseppe Torelli (1658–1709)
- Veljo Tormis (1930–2017)
- Francisco de la Torre (15. Jahrhundert)
- Tomás de Torrejón y Velasco (1644–1728)
- Jayme Torrens (1741–1803)
- José de Torres (1670–1738)
- Federico Moreno Torroba (1891–1982)
- Héctor Tosar (1923–2002)
- Giuseppe Felice Tosi (um 1630 bis nach 1692)
- Pier Francesco Tosi (1654–1732)
- Jean-Claude Touche (1926–1944)
- Joseph Touchemoulin (1727–1801)
- Charles Tournemire (1870–1939)
- Marcel Tournier (1879–1951)
- Donald Francis Tovey (1875–1940)
- Antonio Tozzi (um 1736 bis nach 1812)

## Tr
- Giovanni Maria Trabaci (um 1575–1647)
- Filippo Traetta (1777–1854)
- Tommaso Traetta (1727–1779)
- Jiří Třanovský (1592–1637)
- Max Trapp (1887–1971)
- John Travers (um 1703–1758)
- Francis Tregian (1574–1619)
- Gilles Tremblay (1932–2017)
- Vittorio Trento (um 1761–1833)
- Daniel Gottlieb Treu 1695–1750
- Georg Trexler (1903–1979)
- Jean-Claude Trial (1732–1771)
- Giuseppe Tricarico (1623–1697)
- Jean-Balthasar Tricklir (1750–1813)
- Simon Trico (1678–1757)
- Johann Zewalt Triemer (um 1700–1762)
- Joan Trimble (1915–2000)
- Gustave Tritant (1837–1907)
- Manfred Trojahn (* 1949)
- Pierre Trochu (* 1953)
- Antonio Troilo (um 1600)
- Ascanio Trombetti (1544–1590)
- Johann Georg Tromlitz (1725–1805)
- Jan Truhlář (1928–2007)
- Wassili Fjodorowitsch Trutowski (um 1740 – um 1811)

## Ts
- Manos Tsangaris (* 1956)
- Alexander Tschaikowski (* 1946)
- Boris Tschaikowski (1925–1996)
- Pjotr Tschaikowski (1840–1893)
- Schirwani Tschalajew (* 1936)
- Gajane Tschebotarjan (1918–1998)
- Alexander Nikolajewitsch Tscherepnin (1899–1977)
- Nikolai Nikolajewitsch Tscherepnin (1873–1945)
- Geghuni Tschittschjan (* 1929)
- Michail Iwanowitsch Tschulaki (1908–1989)

## Tu
- Eduard Tubin (1905–1982)
- Vincenc Tuček (1773–1820)
- Heinrich Agatius Gottlob Tuch (1766–1821)
- Henry Tucker (1826–1882)
- David Tudor (1926–1996)
- Serafim Tulikow (1914–2004)
- Erik Tulindberg (1761–1814)
- Jean-Louis Tulou (1786–1865)
- František Ignác Tůma (1704–1774)
- Yalçın Tura (* 1934)
- Antonio Maria Turati (1608–1650)
- Edmund Turges (fl. ca. 1450–1510)
- Joaquín Turina (1882–1949)
- Francesco Turini (um 1595–1656)
- Daniel Gottlob Türk (1750–1813)
- Stefanija Turkewytsch (1898–1977)
- Mark-Anthony Turnage (* 1960)
- Robert Turner (1920–2012)
- Gérard de Turnhout, auch Gerardus van Turnhout (um 1520–1580)
- Jan van Turnhout (um 1545 – nach 1618)
- Jan Trojan Turnovský (um 1550–1606)
- Ferdinando Turrini (1749–1812)
- Kalervo Tuukanen (1909–1979)
- Erkki-Sven Tüür (* 1959)

## Tv
- Geirr Tveitt (1908–1981)

## Ty
- Christopher Tye (um 1500–1573)
- Eta Tyrmand (1917–2008)
- Agnes Tyrrell (1846–1883)

## Tz
- Athanasia Tzanou (* 1971)